# SとN (漫画)
『SとN』（エスとエヌ）は、古矢渚による日本のボーイズラブ漫画。Jパブリッシングの漫画雑誌『G-lish』で連載されていた。

## あらすじ
高校3年生になった名取悠太は、残り1年間の高校生活を平穏に終わらせたいと願っていた。ある日、名取は階段を踏み外しそうになったところを高校1年生の瀬戸口和史が助けてくれるが、その場で突然告白されてしまったことでその願いは終わりを迎えた。名取はこの告白を速攻断るも、瀬戸口は翌日もめげずに話しかけてきた。友人の梶の提案で強い拒絶を示すためブチギレてみたが感動され、名取はノックアウトしてしまう。瀬戸口からの緩やかな猛アタックに、名取も次第に心を動かされていく。
離しても離してもくっつく、まるで磁石のような瀬戸口（S）と名取（N）の攻防戦は、夏休み中の街中で瀬戸口と女の子（ユキ）とが待ち合わせているところを名取が目撃してしまったことから大きく動き出していく。

## 登場人物
声の項目はドラマCD版で担当した声優。

### 主要人物
名取悠太（なとり ゆうた）
声：西山宏太朗
高校3年生。どら焼きに目が無い。
瀬戸口和史（せとぐち かずし）
声：岡本信彦
高校1年生。センター分け。誰とでも打ち解ける性格。
ユキ
声：蒼井翔太
瀬戸口の幼馴染。大学1年生。

### 主要人物の親族
名取蒼太（なとり そうた）
声：木間萌
名取の弟、双子。小学4年生。ハシビロコウが好き。
名取湊（なとり みなと）
声：飯田ヒカル
名取の妹、双子。小学4年生。パンダが好き。
名取の母
どら焼きを餌に、悠太にお願いごとをする。
やっさん
声：岡野友佑
瀬戸口の叔父でゲイ。和菓子職人で、どら焼きを作っている。

### 友人たち
梶（かじ）
声：浦和希
名取のクラスメイト。
鉄人（てつと）
声：松岡洋平
名取のクラスメイト。

## 書誌情報
- 古矢渚『SとN』Jパブリッシング〈G-Lish COMICS〉、2021年6月18日発売[2]、ISBN 978-4-86669-405-4

## ドラマCD
2022年（令和4年）4月15日、ドラマCD化されること及びその発売日が発表され、同年7月29日に発売された。規格品番はMOBL-1063。

### キャスト（その他）
- 男子：大桃陽介
- 女子：伊駒ゆりえ

### スタッフ
- 脚本：前川陽子
- 選曲：水野さやか
- 音響演出：蜂谷幸
- 音響調整：田中直也
- 音響効果：山谷尚人
- 音響制作：tuple
- 音響制作担当：大坪絢
- アートワーク：吉岡奈美季
- パッケージ制作：山﨑萌子
- プロデューサー：山本愛日 / 植松瑠里子